# جيمي أريكسون
جيمي أريكسون (بالسويدية: Jimmy Eriksson)‏ هو سائق سيارة سباق سويدي، ولد في 14 مارس 1991 في Tomelilla ‏ في السويد.

## وصلات خارجية
- الموقع الرسمي
- جيمي أريكسون على موقع DriverDB.com (الإنجليزية)